# Johannes Weißenfeld
Johannes Weißenfeld (født 19. august 1994 i Herdecke, Tyskland) er en tysk roer og tredobbelt verdensmester.
Weißenfeld vandt en sølvmedalje ved OL 2020 i Tokyo, hvor han sammen med Laurits Follert, Olaf Roggensack, Torben Johannesen, Jakob Schneider, Malte Jakschik, Richard Schmidt, Hannes Ocik og styrmand Martin Sauer udgjorde den tyske otter. Tyskerne blev i finalen besejret med knap et sekund af guldvinderne fra New Zealand, mens Storbritannien vandt bronze.
Weißenfeld har desuden vundet hele tre VM- og tre EM-guldmedaljer i otter, i henholdsvis 2017, 2018 og 2019.

## OL-medaljer
- 2020:  Sølv i otter